# Toom (dieren)

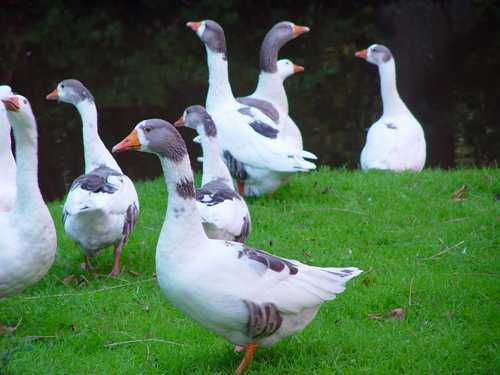
Een toom Twentse landganzen

Een toom is de benaming voor een groep vogels behorend tot de eendachtigen of hoenderachtigen of voor een worp biggen.

## Begripsomschrijving
Het begrip wordt gebruikt om zowel eendachtigen op het land of in de lucht als hoenderachtigen, inclusief het broedsel van deze dieren, mee aan te duiden. Hier bestaat de toom dus uit de ouderdieren en hun jongen. Van een toom spreekt men vooral bij ganzen, kippen en eenden, zowel gedomesticeerd als wild. Bij varkens gaat het enkel om de complete worp biggen van een gedomesticeerd varken dus zonder de zeug.

## Foktoom
Fokkers van pluimvee spreken van een foktoom als ze een groep hoenders of gansachtigen bedoelen waarvan de samenstelling zo is geschied om hiermee goede nakomelingen te krijgen. Specifiek bij eendenfokkers wordt hiermee een groep bestaand uit een woerd en meer dan twee vrouwelijke eenden van hetzelfde ras, dezelfde kleur en variëteit bedoeld.

## Ganzentoom
Een wilde ganzentoom heeft een variabele samenstelling. De oorspronkelijke toom bestaat uit een mannetje, vrouwtje en hun jongen. Als de jongen opgroeien zullen de halfwas mannelijke ganzeriken de band langzaam verbreken en zich gaan ophouden in de directe nabijheid van een andere toom waar een jong halfwas vrouwtje naar hun smaak bijzit. Hun vader gedoogt ze ook niet echt langer in zijn nabijheid. Dit in tegenstelling tot de vrijers van zijn dochters, die hij makkelijker duldt en zelfs toestaat dat ze mee de lucht ingaan voor een gezamenlijke toomvlucht naar het overwinteringsgebied. Eenmaal terug in het broedgebied zullen de inmiddels volwassen geworden stelletjes dan een eigen toom gaan vormen.

## Biggentoom
In de veehouderij is een toom biggen een volledige worp biggen van een zeug vanaf de geboorte tot het spenen van de biggen op de leeftijd van 25 - 42 dagen, afhankelijk van het houderijsysteem. Na het spenen worden de biggen van de zeug gescheiden. Vaak worden de biggen daarna op gewicht gemengd; er worden dus biggen, van vergelijkbaar gewicht, uit verschillende tomen bij elkaar in een hok gestopt. Daarna spreekt men niet meer over een toom biggen maar over gespeende biggen.